# 何楚英 (永樂進士)
參數所指定的目標頁面不存在，建議更正成存在頁面或直接建立下列一個頁面（建立前請先搜尋是否有合適的存在頁面可以取代）：
- 何楚英

何楚英（14世紀—15世紀），湖廣長沙府攸縣人，明朝政治人物。

## 生平
何楚英是永樂六年（1408年）的舉人，九年（1411年）成進士，次年（1412年）獲授南京監察御史，到宣德八年（1433年）外任陝西按察副使，正統八年（1443年）陞陝西右布政使。
之後何楚英轉任雲南右布政使，在當地有名聲，景泰三年（1452年）因老病遭勒令致仕，當地人都懷念他，死後入祀名宦祠和鄉賢祠。

## 引用
1. 1 2  同治《攸縣志·卷三十九·人物》：何楚英，永樂中由進士授監察御史，出為陝西按察司副使，陞為雲南右布政，政績丕著，累勅褒嘉，滇人懷之，入雲南名宦祠，崇祀鄉賢。
2. ↑  同治《攸縣志·卷三十六·選舉》：永樂辛卯科蕭時中榜 何楚英 累官監察御史、陝西按察司副使、雲南右布政……（永樂）戊子科（舉人）……何楚英 見甲科
3. ↑  《明太宗文皇帝實錄·卷一百二十七》：（永樂十年四月辛巳）擢進士胡槩、蕭常、郭廉、吳斌、弋謙、鄧真、何楚英、傅良、何忠、張順、周建、李日良、王鉉、郭振、金庠、魯琛、朱敬、喬良、鄧義、陳子倫、林衡、謝升、張昱，監生張勤、龍景亨、趙文、姚悅、濮陽恭、任旺、祝和、陳恕、郭端、賈節、趙益、廖睿、周毅、李善、楊俊、張斌為監察御史。
4. ↑  《明宣宗章皇帝實錄·卷一百六》：（宣德八年九月）丙午以考最……南京監察御史何楚英為陝西按察副使……
5. ↑  《明英宗睿皇帝實錄·卷一百四》：（正統八年五月甲戌）……陝西按察司副使何楚英為右布政使……
6. ↑  《明英宗睿皇帝實錄·卷二百·廢帝郕戾王附錄第十八》：（景泰二年正月）丙辰命布政使何楚英、參政沈餘慶、馮郁、參議王聰、鄭以成、副使李運、僉事蔡雲翰、吳名、辛榮、胡應魁、程富宮、安戴謙、鄭觀、知府樓文昌等四百八十四員致仕，罷知府白琮等一十三員為民。先是吏部都察院考察天下來朝并在任官員，當黜退者七百三十餘人，朝廷慮其未當，仍命集諸大臣更考察之，於是存留其年老筋力未衰堪任事者三之一，楚英等老疾俱令致仕，琮等年未及五十五有疾，并闒茸貪淫不才者俱革冠帶，黜為民。